# Resolución 141 del Consejo de Seguridad de las Naciones Unidas
La resolución 141 del Consejo de Seguridad de las Naciones Unidas, adoptada por unanimidad el 5 de julio de 1960, después de examinar la solicitud de la República de Somalia para la membresía en las Naciones Unidas, el Consejo recomendó a la Asamblea General que la República de Somalia fuese admitida.